# Driocephalus cerebrinoxius
Driocephalus cerebrinoxius is een eenoogkreeftjessoort uit de familie van de Sphyriidae. De wetenschappelijke naam van de soort is voor het eerst geldig gepubliceerd in 1997 door Diebakate, Raibaut & Kabata.